# Каули, Патрик
Па́трик Ка́ули (англ. Patrick Cowley; 19 октября 1950, Буффало, штат Нью-Йорк, — 12 ноября 1982, Сан-Франциско, Калифорния) — американский музыкант и композитор, работавший в жанрах диско и Hi-NRG.

## Ранние годы
Патрик Каули родился в Буффало, в семье Эллен и Кеннета Каули. В юности был весьма неплохим барабанщиком, благодаря чему часто играл в местных любительских коллективах ещё до поступления в Niagara University и в Университет Буффало. 
В 1971 году 20-летний Каули переезжает в Сан-Франциско и поступает в City College of San Francisco, чтобы изучать музыку, и в частности игру на синтезаторе.

## Музыкальная карьера
В конце 70-х Каули знакомится с живущим в Сан-Франциско певцом Сильвестером. Услышав несколько записей музыканта, он приглашает Каули в свою студийную группу.
Вышедшие в 1981 году треки Патрика Каули «Menergy», получивший широкий отклик в гей-сообществе, и «Megatron Man» занимают в чарте Billboard Hot Dance Music/Club Play 1982 года #1 и #2 соответственно. В том же году он становится диджеем на вечеринках в клубе «The EndUp» в Сан-Франциско и пишет музыку для Пола Паркера, певца из Сан-Франциско, чей сингл «Right on Target» достигает #1 в Hot Dance Music/Club Play 1982 года.
В сотрудничестве с Сильвестером Каули записывает трек «Do You Wanna Funk», занимающий #4 в чарте Billboard и создает ремикс на трек Донны Саммер «I Feel Love», ныне являющийся коллекционным раритетом.
Последний альбом музыканта «Mind Warp» был написан под влиянием тревоги, вызванной прогрессом ВИЧ. Композиции альбома отражают состояние автора по мере прогресса болезни. Каули выпустил всего три альбома, однако многие группы и исполнители, например Pet Shop Boys и New Order, признают влияние музыканта на своё творчество как основополагающее.
Каули написал и спродюсировал песни для многих музыкантов из Сан-Франциско, включая своих друзей Пола Паркера и Фрэнка Ловерда, а также Kat Mandu, Maurice Tani и Linda Imperial.
В 2009 году вышел записанный в 1976, но ранее не издававшийся альбом Каули и певца Йорге Сокарраса, что показало неослабевающий интерес к творчеству музыканта.

## Смерть
В конце 1981 года, во время мирового тура совместно с Сильвестером, Каули пожаловался на сильное недомогание. По возвращении в США, музыкант посетил врача, который поставил ошибочный диагноз — пищевое отравление. Неделя за неделей состояние Каули ухудшалось, но врачи были не в состоянии понять причину болезни. ВИЧ ещё не был известен, поэтому подобные сложности при диагностировании возникали повсеместно. 
 
В 1982 году Каули был выписан из больницы, поскольку врачи не знали, чем можно было помочь пациенту.
После выписки музыкант продолжил работу над своим альбомом «Mind Warp» и над альбомом Сильвестера «All I Need», который впоследствии был переименован в «Do Ya Wanna Funk» после того как одноименный хит попал в чарт. Последними работами музыканта стали 2 трека для певицы Сары Даш. 

Патрик Каули умер у себя дома в Сан-Франциско, 12 ноября 1982 года, став одной из первых жертв СПИДа. Ему было 32 года.

## Дискография

### Альбомы
- 1981 — Menergy
- 1981 — Megatron Man
- 1982 — Mind Warp
- 2009 — Catholic (записан в 1976)
- 2017 — Afternooners (записан в 1982)[2]
- 2019 — Mechanical Fantasy Box

### Сотрудничество
- 1982 — «Right On Target», Paul Parker
- 1982 — «Die Hard Lover», Frank Loverde
- 1982 — «Do You Wanna Funk», Sylvester
- 1982 — «Tech-no-logical world», Paul Parker